# Sangalopsis lemoulti
Sangalopsis lemoulti là một loài bướm đêm trong họ Geometridae.